# Urswil
Urswil (toponimo tedesco) è una frazione del comune svizzero di Hochdorf, nel distretto di Hochdorf (Canton Lucerna).

## Storia
Già comune autonomo, nel 1803 Urswil è stato accorpato a quello di Hochdorf assieme all'altro comune soppresso di Baldegg.

## Monumenti e luoghi d'interesse
- Cappella cattolica.